# Samsung Galaxy J7 Prime
O Samsung Galaxy J7 Prime (também conhecido como On7 Prime/On7 NXT ) é um smartphone baseado em Android produzido e comercializado pela Samsung Electronics. Foi revelado em 31 de agosto de 2016 e lançado no mês seguinte. Foi o primeiro smartphone da série J a apresentar um chassi de metal de alumínio, ao lado do Galaxy J5 Prime.